# Вардим
Варди́м (болг. Вардим) — село у Великотирновській області Болгарії. Входить до складу общини Свиштов.

## Населення
За даними перепису населення 2011 року у селі проживали 1042 особи.
Національний склад населення села:
| Національність   | Кількість осіб | Відсоток |
| ---------------- | -------------- | -------- |
| болгари          | 914            | 92,5%    |
| турки            | 71             | 7,2%     |
| цигани           | 0              | 0%       |
| інша             | 3              | 0,3%     |
| не визначились   | 0              | 0%       |
| Всього відповіли | 988            |          |

Розподіл населення за віком у 2011 році:
Динаміка населення: